# 湯尼·奧利瓦
湯尼·佩卓·奧利瓦（西班牙語：Tony Pedro Oliva，原名Antonio Oliva Lopez Hernandes Javique，1938年7月20日—），為美國職棒大聯盟的右外野手，生涯皆效力於明尼蘇達雙城。奧利瓦生涯拿下過一次新人王、一次金手套獎和3次打擊王。奧利瓦在生涯後期因膝蓋傷勢轉為指定打擊，他也是在大聯盟引進指定打擊制度後，第一個開轟的指定打擊選手。
奧利瓦分別於1988年和2000年入選明尼蘇達運動名人堂和雙城隊名人堂。球隊在1991年退休他的6號球衣，而奧利瓦最終在2021年入選大聯盟名人堂。

## 職業生涯

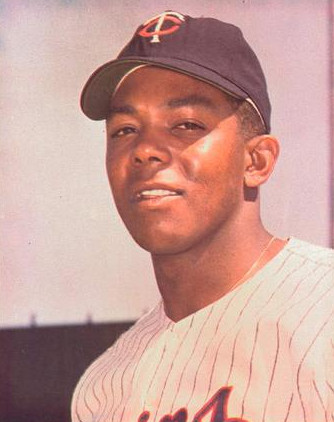
1965年的奧利瓦

1961年春天，奧利瓦從古巴來到美國。他在春訓期間出賽3場比賽，打擊率高達7成。
1964年，奧利瓦就入選第一次的明星賽，並以3成23的打擊率成為第一位拿下打擊王的新人。他在新人王票選上毫無懸念的拿下第一名，MVP票選拿下第四名。
1965年，奧利瓦以3成21的打擊率蟬聯打擊王。而他也敲出16轟與98分打點，並在MVP票選上拿下第二名，僅次於隊友Zolio Versalles。

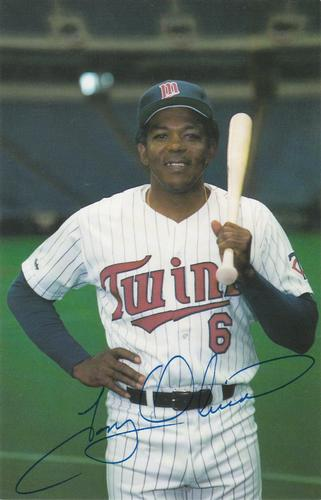
1987年的奧利瓦

1966年7月前，奧利瓦的打擊率為3成28，不過他在8月底和9月底都面臨低潮。最後他以3成07的打擊率坐收，無緣拿下打擊王。不過他仍在MVP票選上拿下第六名，還成功獲得金手套獎。1966年6月9日，雙城隊在7局敲出5支全壘打，而奧利瓦便是其中一員。目前這仍是單一球隊在一局的全壘打數紀錄。

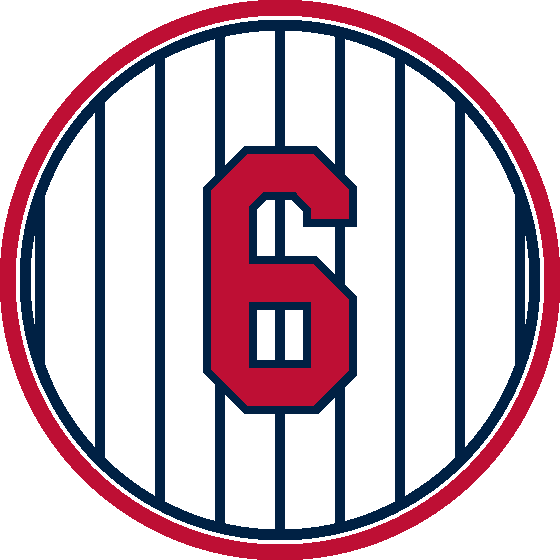
1991年，雙城隊將奧利瓦的6號球衣退休。

1968年球季末，奧利瓦因為受傷缺席最後34場比賽。這年他的打擊率為2成89，隔年他的打擊率上升到3成07，排在聯盟第三，還敲出24轟與101分打點。1970年，奧利瓦繳出3成25的打擊率，排在聯盟第三，並擊出23轟與107分打點。而他在MVP票選上再次拿下第二名，僅次於布格·波威爾。
1971年，奧利瓦以3成37的打擊率拿下第三座打擊王。雖然他連續8年入選明星賽，但他身上已累積了大大小小的傷痛。他的隊友羅德·卡魯甚至表示奧利瓦每晚都在冰敷，並常常聽到他的哀號聲。1973年4月6日，奧利瓦敲出擔任指定打擊的首轟。
退休後，奧利瓦仍持續在雙城隊擔任教練。而他也在1987年和1991年隨隊拿下兩座世界大賽冠軍。

## 名人堂票選
1982年到1996年間，奧利瓦都有名人堂票選資格，但他都未能入選。
進入21世紀後，資深選手委員會5次提名奧利瓦，但他還是沒有成功入選。2011年和2012年，黃金年代委員會再次提名他，但他只差了4票，又一次和名人堂失之交臂。2014年，他和迪克·艾倫都差一點就能入選名人堂。
2016年7月，黃金年代委員會進行改組，成為了16人小組的黃金世代委員會。最終奧利瓦在2021年12月5日入選名人堂。

## 生涯成績
| 出賽次數 | 打席  | 打數  | 得分 | 安打  | 二安 | 三安 | 全壘打 | 打點 | 盜壘 | 保送 | 三振 | 打擊率 | 上壘率 | 長打率 | OPS  |
| -------- | ----- | ----- | ---- | ----- | ---- | ---- | ------ | ---- | ---- | ---- | ---- | ------ | ------ | ------ | ---- |
| 1,676    | 6,880 | 6,301 | 870  | 1,917 | 329  | 48   | 220    | 947  | 86   | 448  | 645  | .304   | .353   | .476   | .830 |

## 參看
- 美國職棒大聯盟打擊王

## 外部連結
- 球員資訊和成績在MLB ，ESPN ，Retrosheet ，Baseball Reference ，Baseball Reference (Minors) ，Fangraphs ，The Baseball Cube （英文）
- 湯尼·奧利瓦在台灣棒球維基館上的頁面（繁體中文）